# MAXX

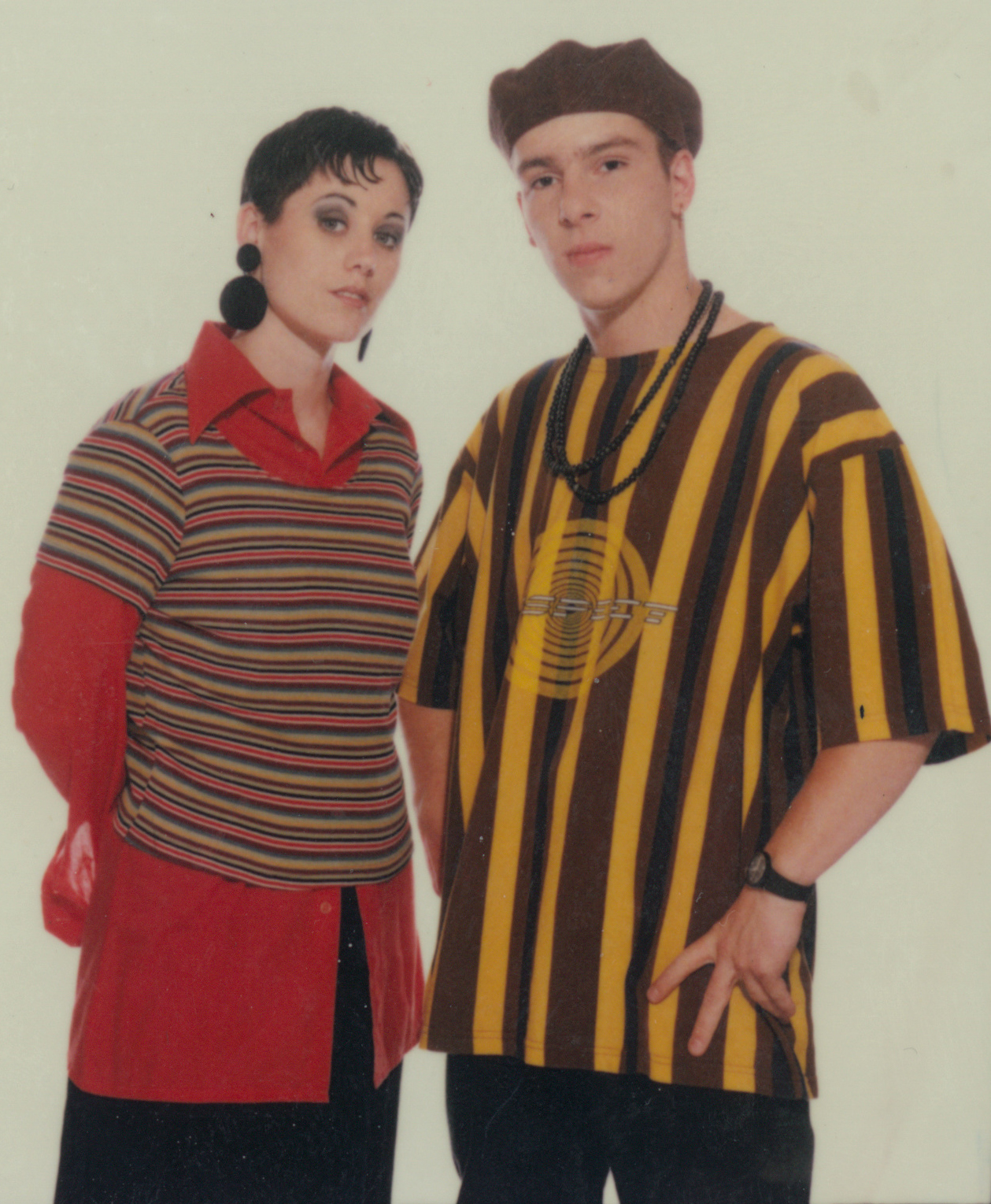
Linda Meek y Gary Bokoe (1994)

Maxx es un dúo de Eurodance formado en Berlín, Alemania en 1993 por el productor musical Juergen Wind (George Torpey) y el ejecutivo musical David Brunner (The Hitman).
Maxx es conocido en Europa por sus éxitos "Get-a-Way" y "No More (I Can't Stand It)"
El primer sencillo de Maxx ("Get-a-way") presentó las voces del rapero Gary Bokoe (Gary B.) y la cantante Samira Besic. Por razones desconocidas, Besic rápidamente se fue del grupo en 1993. En el video musical, una bailarina y modelo llamada Alice Montana interpretó las voces de Besic. El sencillo fue un gran éxito en toda Europa. "Get-a-way" obtuvo el estatus de oro en Alemania y el estatus de plata en Inglaterra,
La cantante británica Linda Meek se unió a Maxx en 1994. Cantó la voz para el segundo sencillo de Maxx "No More (I Can't Stand It)".
Maxx logró un gran éxito comercial en Europa en 1994 con ambos singles. El álbum de Maxx "To The Maxximum" fue lanzado en el verano de 1994. El álbum presentó el tercer sencillo de Maxx "You Can Get It", que también tuvo éxito en Europa. Una canción especial de Maxx titulada 'Power of Love' fue lanzada exclusivamente en un CD recopilatorio en noviembre de 1994.
Después de la publicación de los sencillos "I Can Make You Feel Like" y "Move Your Body", Maxx se disolvió oficialmente a fines de 1995.
En 2016, Linda Meek  se volvió a conectar con los fundadores de Maxx Juergen Wind y David Brunner para discutir el reinicio del grupo.  En agosto de 2017, Maxx hizo su presentación oficial de regreso en Talinn, Estonia. Maxx está de vuelta de gira por Europa.

## Discografía

### Álbumes
| Álbum           | Detalles                                                                            | Mejores posiciones en listas | Mejores posiciones en listas | Mejores posiciones en listas | Mejores posiciones en listas | Mejores posiciones en listas | Mejores posiciones en listas |
| Álbum           | Detalles                                                                            | GER                          | AUT                          | NETH                         | SWE                          | SWI                          | UK                           |
| --------------- | ----------------------------------------------------------------------------------- | ---------------------------- | ---------------------------- | ---------------------------- | ---------------------------- | ---------------------------- | ---------------------------- |
| To the Maxximum | - Fecha de Lanzamiento: 1994 - Discográfica: Blow Up - Formatos: CD, Casete, Vinilo | 22                           | 32                           | 25                           | 10                           | 29                           | 66                           |

### Sencillos
| Título                       | Año  | Mejores posiciones en listas | Mejores posiciones en listas | Mejores posiciones en listas | Mejores posiciones en listas | Mejores posiciones en listas | Mejores posiciones en listas | Mejores posiciones en listas | Mejores posiciones en listas | Certificación (es)     | Álbum              |
| Título                       | Año  | GER                          | AUT                          | FRA                          | NETH                         | NOR                          | SWE                          | SWI                          | UK                           | Certificación (es)     | Álbum              |
| ---------------------------- | ---- | ---------------------------- | ---------------------------- | ---------------------------- | ---------------------------- | ---------------------------- | ---------------------------- | ---------------------------- | ---------------------------- | ---------------------- | ------------------ |
| "Get-a-Way"                  | 1994 | 11                           | 3                            | 15                           | 3                            | 8                            | 8                            | 3                            | 4                            | - GER: Oro - UK: Plata | To the Maxximum    |
| "No More (I Can't Stand It)" | 1994 | 10                           | 9                            | 16                           | 6                            | 8                            | 12                           | 4                            | 8                            |                        | To the Maxximum    |
| "You Can Get It"             | 1994 | –                            | 25                           | 28                           | 32                           | –                            | –                            | 37                           | 21                           |                        | To the Maxximum    |
| "I Can Make You Feel Like"   | 1995 | –                            | –                            | –                            | –                            | –                            | –                            | –                            | 56                           |                        | To the Maxximum    |
| "Move Your Body"             | 1995 | –                            | 18                           | –                            | –                            | –                            | –                            | –                            | –                            |                        | Sencillo sin álbum |